# K-278 콤소몰레츠
K-278 콤소몰레츠함은 유일하게 건조된 소련 해군의 프로젝트 685 플라브니크급 핵추진 공격 잠수함이다. 나토 분류명은 마이크급이다. K-278은 '군용 잠수함'으로써는 세계 최저인 1024 m의 잠수기록을 가지고 있다. 1989년 4월 7일 화재로 바렌츠해에서 침몰하였다.